# 林天木
林天木（1684年—1735年），字毓川，號荔山，中國廣東潮州府潮阳人。清朝官員，同進士出身，官至內閣學士。

## 簡介
林天木為康熙五十九年（1720年）舉人，雍正元年（1723年）癸卯恩科進士。在北京任職，任戶部貴州司員外郎、兵部職方司郎中。雍正七年，任雲南鄉試副考官。雍正十一年（1733年）升任台灣御史，任內頗有治績。次年任滿陞內閣學士，翌年病逝於任內。